# David Moyes
David William Moyes (Glasgow, 25 aprile 1963) è un allenatore di calcio ed ex calciatore scozzese, di ruolo centrocampista, tecnico dell'Everton.

## Carriera

### Allenatore

#### Preston
Nel gennaio del 1998 David Moyes diventa il nuovo allenatore del Preston North End, sostituendo l'esonerato Gary Peters; egli evita subìto la retrocessione in Third Division e nel 2000 conduce la squadra alla promozione in First Division.

#### Everton
Il 14 gennaio 2002 lascia il Preston per accasarsi all'Everton, squadra militante in Premier League; debutta sulla panchina dei Toffees il 16 gennaio, in una vittoria per 2-1 contro il Fulham, e porta successivamente il gruppo al settimo posto in classifica. Negli anni successivi conduce l'Everton a quattro qualificazioni europee (una in Champions League e tre in Coppa UEFA) e ad una finale di FA Cup, persa per 1-2 contro il Chelsea.

#### Manchester Utd
Il 9 maggio 2013, in seguito al ritiro dopo 27 anni del leggendario Sir Alex Ferguson, venne ufficialmente ingaggiato come nuovo allenatore del Manchester Utd. L'11 agosto 2013 conquistò il primo trofeo professionistico della sua carriera, vincendo il Community Shield contro il Wigan (2-0). La stagione 2013-2014 si rivela però molto negativa per i Red Devils, che non riescono mai ad entrare stabilmente tra le prime quattro posizioni della classifica. Il 22 aprile 2014 viene esonerato e sostituito da Ryan Giggs.

#### Real Sociedad
Il 10 novembre 2014 viene ingaggiato dagli spagnoli della Real Sociedad, con cui sottoscrive un contratto biennale. La prima annata alla guida del club basco si conclude al dodicesimo posto, ma ciò non gli evita l'esonero a metà della stagione successiva.

#### Sunderland
Per la stagione 2016-2017 assume la carica di allenatore del Sunderland, ma lascia il club al termine di un campionato concluso in ultima posizione.

#### West Ham Utd
Per la stagione 2017-2018 viene nominato allenatore del West Ham Utd, ma al termine del campionato non è confermato dal club londinese.
Il 29 dicembre 2019 ritorna sulla panchina degli Hammers per sostituire l'esonerato Manuel Pellegrini, concludendo il campionato al sedicesimo posto. L’anno seguente arriva invece sesto e si qualifica per l’UEFA Europa League 2021-2022, dalla quale viene poi eliminato in semifinale dall’Eintracht Francoforte. Dopo il settimo posto nel 2021-2022, nel 2022-2023 si piazza solo quattordicesimo in Premier ma arriva fino in fondo in Conference League, vincendola per 2-1 nell'ultimo atto contro la Fiorentina.

#### Ritorno all'Everton
Fermo da alcuni mesi dopo l'esperienza londinese, a distanza di 11 anni, l'11 gennaio 2025 fa ritorno all'Everton, in sostituzione dell'esonerato Sean Dyche.

## Statistiche

### Statistiche da allenatore
Statistiche aggiornate al 25 maggio 2025. In grassetto le competizioni vinte.
| Stagione             | Squadra              | Campionato           | Campionato | Campionato | Campionato | Campionato | Coppe nazionali | Coppe nazionali | Coppe nazionali | Coppe nazionali | Coppe nazionali | Coppe continentali | Coppe continentali | Coppe continentali | Coppe continentali | Coppe continentali | Altre coppe | Altre coppe | Altre coppe | Altre coppe | Altre coppe | Totale | Totale | Totale | Totale | % Vittorie | Piazzamento |
| Stagione             | Squadra              | Comp                 | G          | V          | N          | P          | Comp            | G               | V               | N               | P               | Comp               | G                  | V                  | N                  | P                  | Comp        | G           | V           | N           | P           | G      | V      | N      | P      | %          | Piazzamento |
| -------------------- | -------------------- | -------------------- | ---------- | ---------- | ---------- | ---------- | --------------- | --------------- | --------------- | --------------- | --------------- | ------------------ | ------------------ | ------------------ | ------------------ | ------------------ | ----------- | ----------- | ----------- | ----------- | ----------- | ------ | ------ | ------ | ------ | ---------- | ----------- |
| gen.-giu. 1998       | Preston N.E.         | SD                   | 23         | 7          | 9          | 7          | -               | -               | -               | -               | -               | -                  | -                  | -                  | -                  | -                  | FLT         | 3           | 2           | 0           | 1           | 26     | 9      | 9      | 8      | 34,62      | Sub. 15º    |
| 1998-1999            | Preston N.E.         | SD                   | 46+2       | 22+0       | 13+1       | 11+1       | FACup+CdL       | 3+1             | 2+0             | 0+1             | 1+0             | -                  | -                  | -                  | -                  | -                  | FLT         | 2           | 1           | 1           | 0           | 54     | 25     | 16     | 13     | 46,30      | 5º          |
| 1999-2000            | Preston N.E.         | SD                   | 46         | 28         | 11         | 7          | FACup+CdL       | 6+5             | 4+3             | 1+0             | 1+2             | -                  | -                  | -                  | -                  | -                  | FLT         | 2           | 1           | 0           | 1           | 59     | 36     | 12     | 11     | 61,02      | 1º (prom.)  |
| 2000-2001            | Preston N.E.         | FD                   | 46+3       | 23+1       | 9+0        | 14+2       | FACup+CdL       | 1+2             | 0+1             | 0+0             | 1+1             | -                  | -                  | -                  | -                  | -                  | -           | -           | -           | -           | -           | 52     | 25     | 9      | 18     | 48,08      | 4º          |
| 2001-gen. 2002       | Preston N.E.         | FD                   | 38         | 16         | 12         | 10         | FACup+CdL       | 3+2             | 2+1             | 0+0             | 1+1             | -                  | -                  | -                  | -                  | -                  | -           | -           | -           | -           | -           | 43     | 19     | 12     | 12     | 44,19      | Dimis.      |
| Totale Preston N.E.  | Totale Preston N.E.  | Totale Preston N.E.  | 199+5      | 96+1       | 54+1       | 49+3       |                 | 23              | 13              | 2               | 8               |                    | -                  | -                  | -                  | -                  |             | 7           | 4           | 1           | 2           | 234    | 114    | 58     | 62     | 48,72      |             |
| gen.-giu. 2002       | Everton              | PL                   | 9          | 5          | 1          | 3          | FACup+CdL       | -               | -               | -               | -               | -                  | -                  | -                  | -                  | -                  | -           | -           | -           | -           | -           | 9      | 5      | 1      | 3      | 55,56      | Sub. 15º    |
| 2002-2003            | Everton              | PL                   | 38         | 17         | 8          | 13         | FACup+CdL       | 1+3             | 0+1             | 0+1             | 1+1             | -                  | -                  | -                  | -                  | -                  | -           | -           | -           | -           | -           | 42     | 18     | 9      | 15     | 42,86      | 7º          |
| 2003-2004            | Everton              | PL                   | 38         | 9          | 12         | 17         | FACup+CdL       | 3+3             | 1+2             | 1+1             | 1+0             | -                  | -                  | -                  | -                  | -                  | -           | -           | -           | -           | -           | 44     | 12     | 14     | 18     | 27,27      | 17º         |
| 2004-2005            | Everton              | PL                   | 38         | 18         | 7          | 13         | FACup+CdL       | 3+3             | 2+1             | 0+1             | 1+1             | -                  | -                  | -                  | -                  | -                  | -           | -           | -           | -           | -           | 44     | 21     | 8      | 15     | 47,73      | 4º          |
| 2005-2006            | Everton              | PL                   | 38         | 14         | 8          | 16         | FACup+CdL       | 4+1             | 1+0             | 2+0             | 1+1             | UCL+CU             | 2+2                | 0+1                | 0+0                | 2+1                | -           | -           | -           | -           | -           | 47     | 16     | 10     | 21     | 34,04      | 11º         |
| 2006-2007            | Everton              | PL                   | 38         | 15         | 13         | 10         | FACup+CdL       | 1+3             | 0+2             | 0+0             | 1+1             | -                  | -                  | -                  | -                  | -                  | -           | -           | -           | -           | -           | 42     | 17     | 13     | 12     | 40,48      | 6º          |
| 2007-2008            | Everton              | PL                   | 38         | 19         | 8          | 11         | FACup+CdL       | 1+5             | 0+3             | 0+0             | 1+2             | CU                 | 10                 | 8                  | 1                  | 1                  | -           | -           | -           | -           | -           | 54     | 30     | 9      | 15     | 55,56      | 5º          |
| 2008-2009            | Everton              | PL                   | 38         | 17         | 12         | 9          | FACup+CdL       | 7+1             | 4+0             | 2+0             | 1+1             | CU                 | 2                  | 0                  | 1                  | 1                  | -           | -           | -           | -           | -           | 48     | 21     | 15     | 12     | 43,75      | 5º          |
| 2009-2010            | Everton              | PL                   | 38         | 16         | 13         | 9          | FACup+CdL       | 2+2             | 1+1             | 0+0             | 1+1             | UEL                | 10                 | 5                  | 1                  | 4                  | -           | -           | -           | -           | -           | 52     | 23     | 14     | 15     | 44,23      | 8º          |
| 2010-2011            | Everton              | PL                   | 38         | 13         | 15         | 10         | FACup+CdL       | 4+2             | 1+1             | 2+1             | 1+0             | -                  | -                  | -                  | -                  | -                  | -           | -           | -           | -           | -           | 44     | 15     | 18     | 11     | 34,09      | 7º          |
| 2011-2012            | Everton              | PL                   | 38         | 15         | 11         | 12         | FACup+CdL       | 6+3             | 4+2             | 1+0             | 1+1             | -                  | -                  | -                  | -                  | -                  | -           | -           | -           | -           | -           | 47     | 21     | 12     | 14     | 44,68      | 7º          |
| 2012-2013            | Everton              | PL                   | 38         | 16         | 15         | 7          | FACup+CdL       | 5+2             | 3+1             | 1+0             | 1+1             | -                  | -                  | -                  | -                  | -                  | -           | -           | -           | -           | -           | 45     | 20     | 16     | 9      | 44,44      | 6º          |
| 2013-mag. 2014       | Manchester Utd       | PL                   | 34         | 17         | 6          | 11         | FACup+CdL       | 1+5             | 0+4             | 0+0             | 1+1             | UCL                | 10                 | 5                  | 3                  | 2                  | CS          | 1           | 1           | 0           | 0           | 51     | 27     | 9      | 15     | 52,94      | Eson.       |
| nov. 2014-2015       | Real Sociedad        | PD                   | 27         | 9          | 10         | 8          | CR              | 4               | 1               | 2               | 1               | UEL                | -                  | -                  | -                  | -                  | -           | -           | -           | -           | -           | 31     | 10     | 12     | 9      | 32,26      | Sub. 12º    |
| 2015-gen. 2016       | Real Sociedad        | PD                   | 11         | 2          | 3          | 6          | CR              | -               | -               | -               | -               | -                  | -                  | -                  | -                  | -                  | -           | -           | -           | -           | -           | 11     | 2      | 3      | 6      | 18,18      | Eson.       |
| Totale Real Sociedad | Totale Real Sociedad | Totale Real Sociedad | 38         | 11         | 13         | 14         |                 | 4               | 1               | 2               | 1               |                    | -                  | -                  | -                  | -                  |             | -           | -           | -           | -           | 42     | 12     | 15     | 15     | 28,57      |             |
| 2016-2017            | Sunderland           | PL                   | 38         | 6          | 6          | 26         | FACup+CdL       | 2+3             | 0+2             | 1+0             | 1+1             | -                  | -                  | -                  | -                  | -                  | -           | -           | -           | -           | -           | 43     | 8      | 7      | 28     | 18,60      | 20º (retr.) |
| nov. 2017-2018       | West Ham Utd         | PL                   | 27         | 8          | 9          | 10         | FACup+CdL       | 3+1             | 1+0             | 1+0             | 1+1             | -                  | -                  | -                  | -                  | -                  | -           | -           | -           | -           | -           | 31     | 9      | 10     | 12     | 29,03      | Sub. 13º    |
| gen.-giu. 2020       | West Ham Utd         | PL                   | 19         | 5          | 5          | 9          | FACup+CdL       | 2+0             | 1+0             | 0+0             | 1+0             | -                  | -                  | -                  | -                  | -                  | -           | -           | -           | -           | -           | 21     | 6      | 5      | 10     | 28,57      | Sub. 16º    |
| 2020-2021            | West Ham Utd         | PL                   | 38         | 19         | 8          | 11         | FACup+CdL       | 3+3             | 2+2             | 0+0             | 1+1             | -                  | -                  | -                  | -                  | -                  | -           | -           | -           | -           | -           | 44     | 23     | 8      | 13     | 52,27      | 6º          |
| 2021-2022            | West Ham Utd         | PL                   | 38         | 16         | 8          | 14         | FACup+CdL       | 3+3             | 2+1             | 0+1             | 1+1             | UEL                | 12                 | 6                  | 2                  | 4                  | -           | -           | -           | -           | -           | 56     | 25     | 11     | 20     | 44,64      | 7°          |
| 2022-2023            | West Ham Utd         | PL                   | 38         | 11         | 7          | 20         | FACup+CdL       | 3+1             | 2+0             | 0+1             | 1+0             | UECL               | 15                 | 14                 | 1                  | 0                  | -           | -           | -           | -           | -           | 57     | 27     | 9      | 21     | 47,37      | 14°         |
| 2023-2024            | West Ham Utd         | PL                   | 38         | 14         | 10         | 14         | FACup+CdL       | 2+3             | 0+2             | 1+0             | 1+1             | UEL                | 10                 | 6                  | 1                  | 3                  | -           | -           | -           | -           | -           | 53     | 22     | 12     | 19     | 41,51      | 9°          |
| Totale West Ham Utd  | Totale West Ham Utd  | Totale West Ham Utd  | 198        | 73         | 47         | 78         |                 | 27              | 13              | 4               | 10              |                    | 37                 | 26                 | 4                  | 7                  |             | -           | -           | -           | -           | 262    | 112    | 55     | 95     | 42,75      |             |
| gen.-giu. 2025       | Everton              | PL                   | 19         | 8          | 7          | 4          | FACup+CdL       | 1+0             | 0+0             | 0+0             | 1+0             | -                  | -                  | -                  | -                  | -                  | -           | -           | -           | -           | -           | 20     | 8      | 7      | 5      | 40,00      | Sub., 13º   |
| 2025-2026            | Everton              | PL                   | 0          | 0          | 0          | 0          | FACup+CdL       | 0+0             | 0+0             | 0+0             | 0+0             | -                  | -                  | -                  | -                  | -                  | -           | -           | -           | -           | -           | 0      | 0      | 0      | 0      | —          | in corso    |
| Totale Everton       | Totale Everton       | Totale Everton       | 446        | 182        | 130        | 134        |                 | 66              | 31              | 13              | 22              |                    | 26                 | 14                 | 3                  | 9                  |             | -           | -           | -           | -           | 538    | 226    | 146    | 166    | 42,01      |             |
| Totale carriera      | Totale carriera      | Totale carriera      | 958        | 386        | 257        | 315        |                 | 131             | 64              | 22              | 45              |                    | 73                 | 45                 | 10                 | 18                 |             | 8           | 5           | 1           | 2           | 1 170  | 500    | 290    | 380    | 42,74      |             |

## Palmarès

### Giocatore

#### Club

##### Competizioni nazionali
- Campionato scozzese: 2

Celtic: 1980-1981, 1981-1982
- Coppa di Lega scozzese: 1

Celtic: 1982-1983
- Football League Trophy: 1

Bristol City: 1985-1986
- Scottish Challenge Cup: 1

Hamilton Academical: 1992-1993
- Campionato inglese di quarta divisione: 1

Preston: 1995-1996

### Allenatore

#### Club

##### Competizioni nazionali
- Second Division: 1

Preston: 1999-2000
- Community Shield: 1

Manchester United: 2013

##### Competizioni internazionali
- UEFA Conference League: 1  (record condiviso con José Mourinho, José Luis Mendilibar e Enzo Maresca)

West Ham: 2022-2023

#### Individuale
- Allenatore dell'anno Premier League: 3

2002-2003, 2004-2005, 2008-2009